# Edwin van der Sar
Edwin van der Sar (født 29. oktober 1970 i Voorhout, Holland) er en hollandsk tidligere professionel fodboldspiller som senest spillede som målmand for den engelske Premier League-klub Manchester United.
Han er den spiller på det hollandske landshold der har spillet flest kampe nogensinde og en af de få fodboldspillere der har vundet Champions League med to forskellige klubber, han har vundet det med Ajax i 1995 og med Manchester United i 2008.

## Klubkarriere

### Ajax
Van der Sar begyndte sin karriere i sin hjembys klub Foreholte og senere vv Noordwijk. I en relativ sen alder kom han i kontakt med Louis van Gaal, og efterfølgende underskrev han for Ajax. Han fik en lang og succesfuld periode på deres seniorhold, da de vandt UEFA Cup 1991-92 og UEFA Champions League 1994-95, og så modtog han Den Bedste Europæiske Målmand-pris i 1995. Han stod på mål for Ajax i UEFA Champions League finalen 1996, men blev nødt til at nøjes med en andenplads, da de tabte straffesparkkonkurrencen mod Juventus. Han spillede i alt 226 kampe for Ajax og scorede ét straffespark for Ajax til at afslutte 9–1-sejren over De Graafschap i 1997–98 sæsonen.

### Juventus
I 1999 flyttede Van der Sar til de italienske giganter Juventus, hvor han spillede 66 Serie A-kampe, før han matte afgive sin nummer 1-dragt til Gianluigi Buffon. Han blev den første ikke-italiener til at stå på mål for Juventus.

### Fulham
Da han ikke ville blive på reservernes bænk i Juventus, tog Van der Sar til Premier League-klubben Fulham i 2001, som blev beregnet til at være for omkring 7,1 millioner pund. Han underskrev en fireårig kontrakt, og han nåede op på 127 kampe.

### Manchester United
Van der Sar flyttede til Manchester United den 10. juni 2005, for et beregnet beløb på 2 millioner pund, selvom den nøjagtige transfersum ikke blev frigivet. Manchester United-manageren Sir Alex Ferguson betragtede ham som den bedste målmand i klubben siden Peter Schmeichel.
Den 5. maj 2007 hjalp hans redning af et straffespark med at sikre en 1–0-sjer over Manchester City i Manchester derby. Den efterfølgende dag formåede Chelsea ikke at slå Arsenal på Emirates, der gjorde at Manchester sikrede deres niende Premier League-trofæ og Van der Sars første. Han var også med på PFA Team of the Year 2006-07. Tre måneder senere var han midtpunkt i Manchester Uniteds 16. FA Community Shield-sejr, da han reddede tre straffespark i træk i straffesparkkonkurrencen, efter at Manchester United og Chelsea spillede 1–1 i den ordinære tid.
2007-08-sæsonen var Van der Sars bedste sæson siden hans ankomst; han lavede adskillige gode indsatser på trods af en lyskeskade. Han hjalp United med at sikre sig deres anden Premier League-titel i træk den sidste dag og med at vinde Champions League ved at redde det sidste straffespark af Nicolas Anelka.
Den 12. december 2008 skrev Van der Sar under på en etårs forlængelse til hans kontrakt med Manchester United, der ville holde ham i klubben indtil senest slutningen af sæsonen 2009-10.
Den 27. januar 2009 hjalp Van der Sar Manchester United med at sætte en ny klubrekord for flest clean sheets i træk – med klubbens 5–0-sejr over West Bromwich Albion, betød at de havde været igennem 11 kampe som var 1032 minutter uden at lukke et mål ind, og de slog dermed den tidligere rekord på 10 kampe der var 1025 minutter som blev sat af Petr Čech i 2004–05-sæsonen. Han slog senere rekorden i hele England nogensinde fire dage senere, da han slog den tidligere rekord på 1103 minutter sat af Steve Death fra Reading i 1979. Endnu et clean sheet mod West Ham den 8. februar 2009 forlængede rekorden til 1212 minutter, og han slog dermed hele den britiske record på 1,155 minutter, som tidligere var blevet sat af Aberdeens Bobby Clark i 1971. Den 18. februar 2009 forlængede Van der Sar rekorden til 1302 minutter og han brød dermed José María Buljubasichs verdensrekord på én sæson på 1,289 minutter sat i den chilenske Clausura i 2005. Hans clean sheet-rekord sluttede den 4. marts, da han lavede en fejl til Peter Løvenkrands’ fordel fra Newcastle United, der scorede efter 9 minutter. I alt havde Van der Sar stået 1311 minutter uden at lukke et mål ind i ligaen.

## Landsholdskarriere
Van der Sar fik sin landsholdsdebut i juni 1995 mod Hviderusland. Han har stået i mål de tre sidste gange hans hold er blevet slået ud af en stor turnering på straffesparkkonkurence; i EM i fodbold i 1996, VM i fodbold i 1998 og i EM i fodbold i 2000.
Under straffesparkkonkurencen mod Sverige i kvartfinalen i EM i fodbold i 2004 reddede van der Sar et straffespark fra Olof Mellberg. Redningen gav Arjen Robben chancen til at afgøre kampen til en hollandsk sejr.
Før kampen mod Elfenbenskysten i VM i fodbold i 2006 havde van der Sar holdt buret rent i ti tællende landskampe. Det udgjorde 1.013 minutter og er dermed europæisk rekord.
Edwin van der Sar har repræsenteret det hollandske landshold 130 gange. Dermed har han spillet flere landskampe for Holland end nogen anden. Han slog Frank de Boers rekord i ottenedelsfinalen mod Portugal under VM i fodbold i 2006.
På trods af skuffelsen efter tabet mod Portugal i ottenedelsfinalen bekræftede van der Sar at han vil stå på mål for Holland under kvalificeringen til EM i fodbold i 2008 og i selve slutspillet.

## Privatliv
Van der Sar er gift med Annemarie van Kesteren. Bryllupsceremonien blev holdt på Beurs van Berlage i Amsterdam den 20. maj 2006. Parret har to børn; en søn Joe og en datter Lynn. Joe var på banen med sin far efter Van der Sar Sr. reddede et afgørende straffespark i Hollands 5–4-straffespark-sejr over Sverige i EM 2004-kvartfinalerne.

## Karrierestatistikker
| Klub              | Sæson     | Liga | Liga | Cup | Cup | Liga Cup | Liga Cup | Europa | Europa | Andre | Andre | I alt | I alt |
| Klub              | Sæson     | Kmp  | Mål  | Kmp | Mål | Kmp      | Mål      | Kmp    | Mål    | Kmp   | Mål   | Kmp   | Mål   |
| ----------------- | --------- | ---- | ---- | --- | --- | -------- | -------- | ------ | ------ | ----- | ----- | ----- | ----- |
| Ajax              | 1990–91   | 9    | 0    |     |     |          |          | 0      | 0      |       |       |       |       |
| Ajax              | 1991–92   | 0    | 0    |     |     | 0        | 0        |        |        |       |       |       |       |
| Ajax              | 1992–93   | 19   | 0    |     |     | 3        | 0        |        |        |       |       |       |       |
| Ajax              | 1993–94   | 32   | 0    |     |     | 6        | 0        |        |        |       |       |       |       |
| Ajax              | 1994–95   | 33   | 0    |     |     | 11       | 0        |        |        |       |       |       |       |
| Ajax              | 1995–96   | 33   | 0    |     |     | 11       | 0        |        |        |       |       |       |       |
| Ajax              | 1996–97   | 33   | 0    |     |     | 10       | 0        |        |        |       |       |       |       |
| Ajax              | 1997–98   | 33   | 1    |     |     | 8        | 0        |        |        |       |       |       |       |
| Ajax              | 1998–99   | 34   | 0    |     |     | 6        | 0        |        |        |       |       |       |       |
| Ajax              | I alt     | 226  | 1    |     |     |          |          | 55     | 0      |       |       |       |       |
| Juventus          | 1999–2000 | 32   | 0    |     |     |          |          | 4      | 0      |       |       |       |       |
| Juventus          | 2000–01   | 34   | 0    |     |     | 6        | 0        |        |        |       |       |       |       |
| Juventus          | I alt     | 66   | 0    |     |     |          |          | 10     | 0      |       |       |       |       |
| Fulham            | 2001–02   | 37   | 0    | 4   | 0   | 0        | 0        | 0      | 0      | 0     | 0     | 41    | 0     |
| Fulham            | 2002–03   | 19   | 0    | 0   | 0   | 0        | 0        | 11     | 0      | 0     | 0     | 30    | 0     |
| Fulham            | 2003–04   | 37   | 0    | 6   | 0   | 0        | 0        | 0      | 0      | 0     | 0     | 43    | 0     |
| Fulham            | 2004–05   | 34   | 0    | 5   | 0   | 1        | 0        | 0      | 0      | 0     | 0     | 40    | 0     |
| Fulham            | I alt     | 127  | 0    | 15  | 0   | 1        | 0        | 11     | 0      | 0     | 0     | 154   | 0     |
| Manchester United | 2005–06   | 38   | 0    | 2   | 0   | 3        | 0        | 8      | 0      | 0     | 0     | 51    | 0     |
| Manchester United | 2006–07   | 32   | 0    | 3   | 0   | 0        | 0        | 12     | 0      | 0     | 0     | 47    | 0     |
| Manchester United | 2007–08   | 29   | 0    | 4   | 0   | 0        | 0        | 10     | 0      | 1     | 0     | 44    | 0     |
| Manchester United | 2008–09   | 25   | 0    | 2   | 0   | 0        | 0        | 4      | 0      | 4     | 0     | 35    | 0     |
| Manchester United | I alt     | 124  | 0    | 11  | 0   | 3        | 0        | 34     | 0      | 5     | 0     | 175   | 0     |
| I alt             | I alt     | 543  | 1    | 26  | 0   | 4        | 0        | 110    | 0      | 5     | 0     | 686   | 1     |

Statistikkerne er korrekte for kampe, der er spillet inden den 7. marts 2009

## Hæder

### Klub

#### Ajax
- Eredivisie: 1993–94, 1994–95, 1995–96, 1997–98
- KNVB Cup: 1992–93, 1997–98, 1998–99
- UEFA Champions League: 1994–95
- UEFA Cup: 1992
- UEFA Super Cup: 1995
- Intercontinental Cup: 1995

#### Juventus
- UEFA Intertoto Cup: 1999

#### Fulham
- UEFA Intertoto Cup: 2002

#### Manchester United
- Premier League: 2006–07, 2007–08
- League Cup: 2005–06
- FA Community Shield: 2007, 2008
- UEFA Champions League: 2007–08
- FIFA Club World Cup: 2008

### Individuelt
- Best European Goalkeeper: 1995
- Dutch Football Goalkeeper of the Year: 1994, 1995, 1996, 1997
- Dutch Golden Shoe: 1998
- EM i fodbold 2008 Team of the Tournament
- Barclays Merit Award: 2008–09